# Kiwix
Kiwixとは、ウィキペディアをインターネットに接続していないオフライン状態で閲覧するフリープログラムである。記事の圧縮された内容を構築したZIMフォーマットファイルで格納されたプロジェクトのコンテンツを読み込む。当初はウィキペディアのみに対応していたが、他のウィキメディアプロジェクトの読み込みにも対応するようになった。
このソフトウェアは主にインターネットを閲覧するのが困難もしくはコストがかかる開発途上国の学校向けにインターネット接続せずに使用出来るように設計されている。KiwixはまたSOS子供の村で使用されることを念頭に置いたバージョンもある。
Mozillaフレームワークを使用するKiwixは110言語以上に対応しており、全文検索、タブナビゲーション、PDFやHTMLへのエクスポートも可能。

## ギャラリー

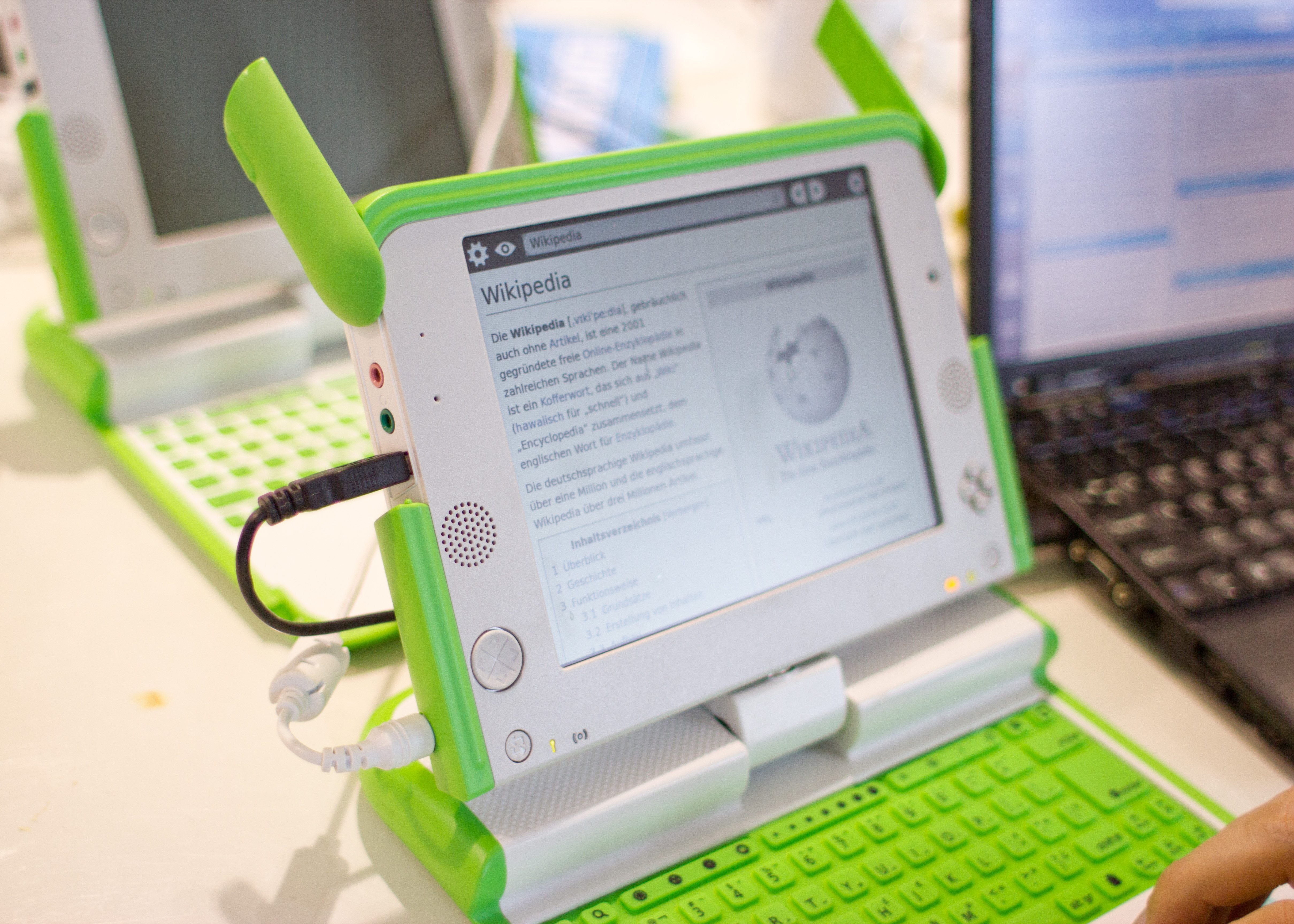
OLPCで動作するKiwix